# Ціна щастя
«Ціна щастя» (азерб. «Xoşbəxtlik qayğıları») — радянський художній фільм 1976 року, знятий на кіностудії «Азербайджанфільм».

## Сюжет
Фільм розповідає про людське щастя. Рухсара (Шафіга Мамедова) і її син Ібрагім (Фіруз Бабаєв) дуже піклуються одне про одного. Фільм розповідає про дівчат — Гульхар (Шукуфа Юсіфова), Халіду (Халіда Гулієва), Сакіну (Ділар Гусейнова), Захру (Джаміля Агаєва) та Севіндж (Рена Джафарова). Бажання батька — давати посаг кожній дівчині, як то кажуть, в «рідному» порядку в будинку чоловіка. Ібрагім розуміє, що щастя його сім'ї не вимірюється посагом або пергаментом. Але заради своєї матері вона намагається заробити гроші для своїх сестер. Підлітки також розуміють, що основа щастя не знижується. Якщо ви живете руку в руку з людиною, яку ви любите, ви можете подолати всі спокуси життя…

## У ролях
- Фіруз Бабаеєв — Ібрагім
- Шафіга Мамедова — Рухсара
- Халіда Кулієва — Халіда
- Шукуфа Юсіфова — Гюльхар
- Ділара Гусейнова — Сакіна
- Джаміля Агаєва — Захра
- Рана Джафарова — Севіндж
- Насіба Зейналова — Кішвер
- Захіра Ісмаїлова — Закія
- Алі Зейналов — батько Закії
- Расім Балаєв — Санан
- Таїр Яхин — Мурсал
- Алескер Мамедоглу — Аловсат
- Мухтар Манієв — Шахлар
- Мехті Сеїдбейлі — Мехті
- Іджран Мехбалієва — колега по роботі Ібрагіма
- Енвер Гасанов — Нуру
- Маяк Карімов — колега
- Гульхар Гасанова — мати Санана
- Гаджимамед Кафказли — батько Санана

## Знімальна група
- Автор сценарію і режисер-постановник: Гасан Сеїдбейлі
- Друга режисерка: Ельміра Алієва
- Оператор-постановник: Расім Ісмайлов
- Другий оператор: Юрій Варновський
- Монтажерка-постановниця: Есміра Ісмайлова
- Художники-постановники: Мамед Гусейнов, Майїс Агабеков
- Художник-гример: Ельбрус Вахідов
- Художник по декораціях: Алі Алієв
- Художниця по костюмах: Тетяна Амірова
- Композитор: Тофік Кулієв
- Звукооператор: Акіф Нурієв
- Редактор: Ахмедага Курбанов
- Директор фільму: Данило Євдаєв